# Vallée de Bjørndalen
Pour les articles homonymes, voir Bjørndalen.
Bjorndalen (vallée des ours) est une vallée norvégienne située dans le Svalbard. D'une longueur de huit kilomètres, elle s'installe selon un axe sud-nord et débouche dans l'Isfjorden. Elle draine la Bjordalselva et ses affluents, tous issus de la fonte des glaces. La végétation se résume à celle environnantes, la toundra, sur laquelle des rênes sauvages y vivent.
Cette vallée permet aux randonneurs aguerris d'accéder aux ruines de Grumantbyen et Colesbukta, puis Barentsburg plus loin. L'itinéraire n'est néanmoins pas balisé. De son embouchures jusqu'aux sommets, le réseau telecom reste effectif en 2G. D'une largeur de plus d'un kilomètre, l'embouchure de Bjørndalen est accessible par une piste non revêtue desservant les dernières habitation de l'ouest de Longyearbyen.

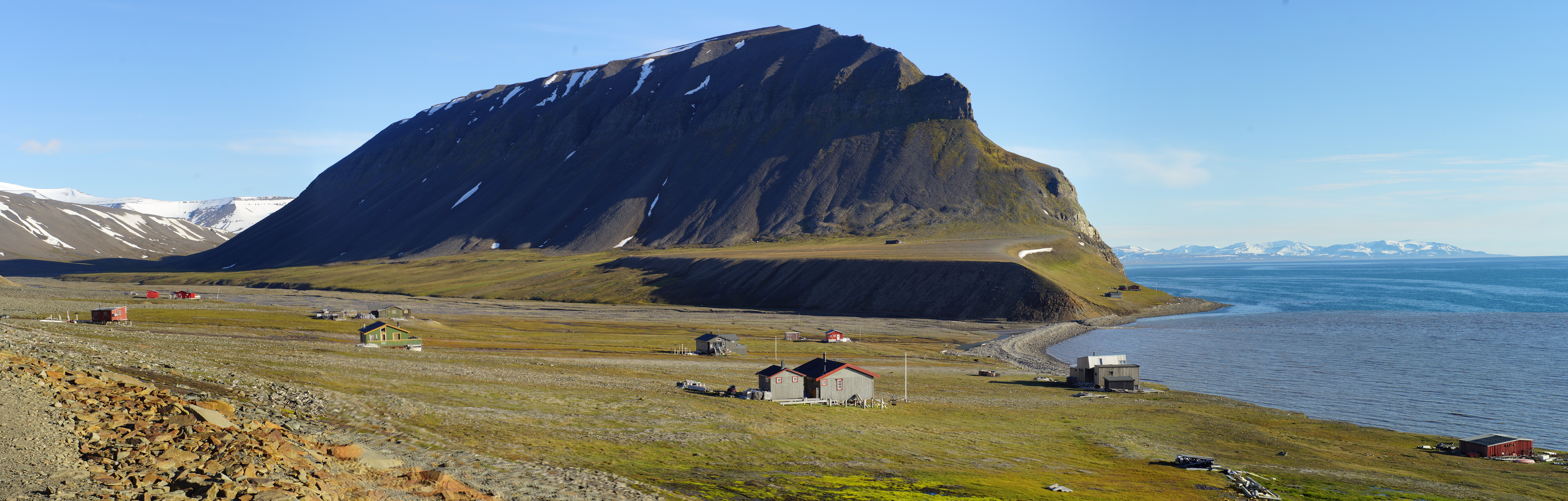
Vue de l'entrée de la vallée de Bjørndalen au plus fort de l'été